# Nati nell'82 a.C.
| Questa pagina contiene informazioni ricavate automaticamente dalle voci biografiche con l'ausilio del template Bio e di un bot. L'aggiornamento è periodico e automatico e ricostruisce completamente la pagina. Se manca una persona in questa lista, sei pregato di non aggiungerla, ma accertati piuttosto che la sua voce biografica contenga il template Bio e che i dati anagrafici siano correttamente compilati. Se il template Bio manca, inseriscilo tu stesso o, in alternativa, metti l'avviso {{tmp\|Bio}} che ne segnala la mancanza. Se i dati riportati sono sbagliati, correggi direttamente la voce biografica; le modifiche saranno visibili in questa lista entro pochi giorni. Per chiarimenti vedi il progetto biografie. La lista contiene solo le 5 persone che sono citate nell'enciclopedia e per le quali è stato implementato correttamente il template Bio. Pagina aggiornata al 27 gen 2025. |

- Gaio Antonio, politico romano († 42 a.C.)
- Gaio Licinio Calvo, poeta e oratore latino († 47 a.C.)
- Marco Celio Rufo, politico e oratore romano († 48 a.C.)
- Publio Terenzio Varrone, poeta romano
- Vercingetorige, principe e condottiero gallo († 46 a.C.)